# Veintidós de Febrero
Veintidós de Febrero är en mindre stad i Mexiko, tillhörande kommunen Nicolás Romero i delstaten Mexiko. Veintidós de Febrero ligger i den centrala delen av landet och tillhör Mexico Citys storstadsområde. Orten hade 13 021 invånare vid folkmätningen 2010 och är näst största ort i kommunen sett till befolkning.